# Patsuris
Patsuris (gr. Πατσούρης) – nieznany z imienia grecki strzelec, który wziął udział w Letnich Igrzyskach Olimpijskich 1896 (Ateny).
Na igrzyskach startował tylko w konkurencji pistoletu wojskowego (odległość – 25 m); jego wynik jest jednak nieznany.